# Volkswagen Nyttofordon

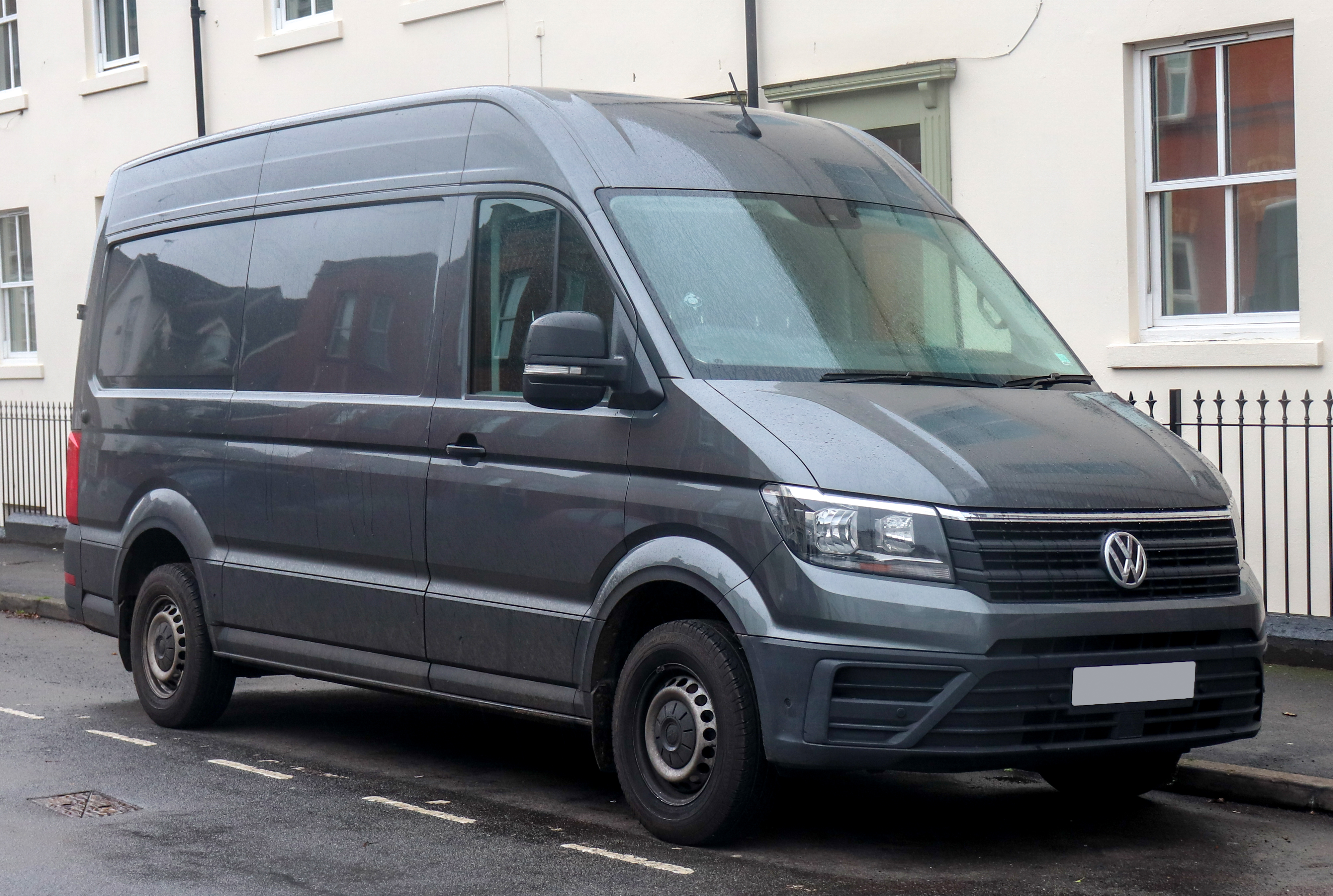
Volkswagen Crafter

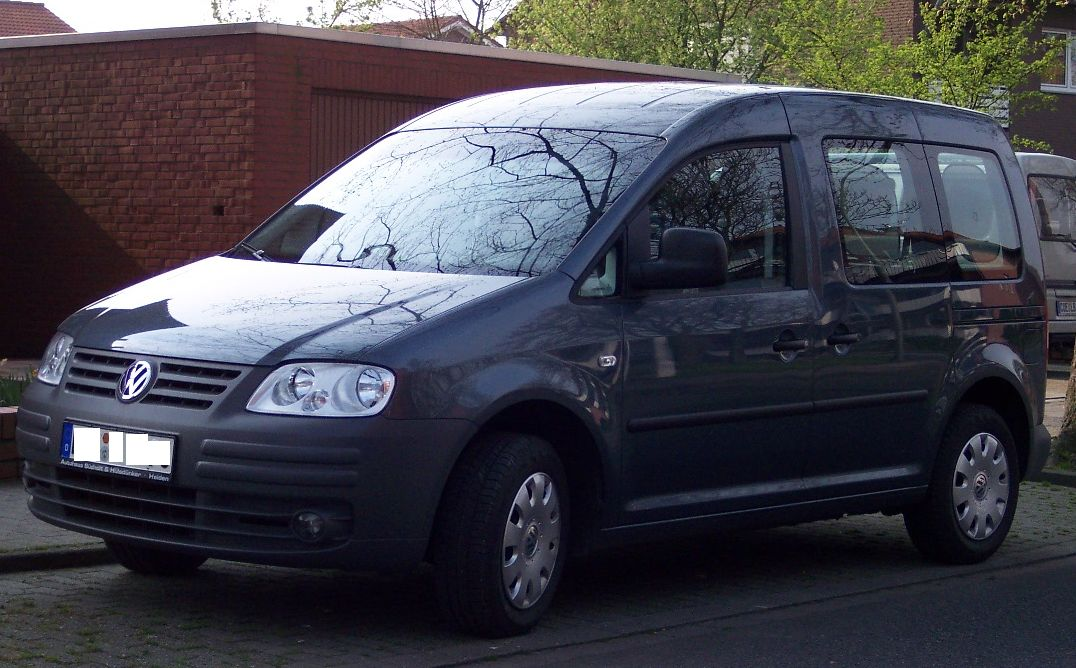
Volkswagen Caddy Life

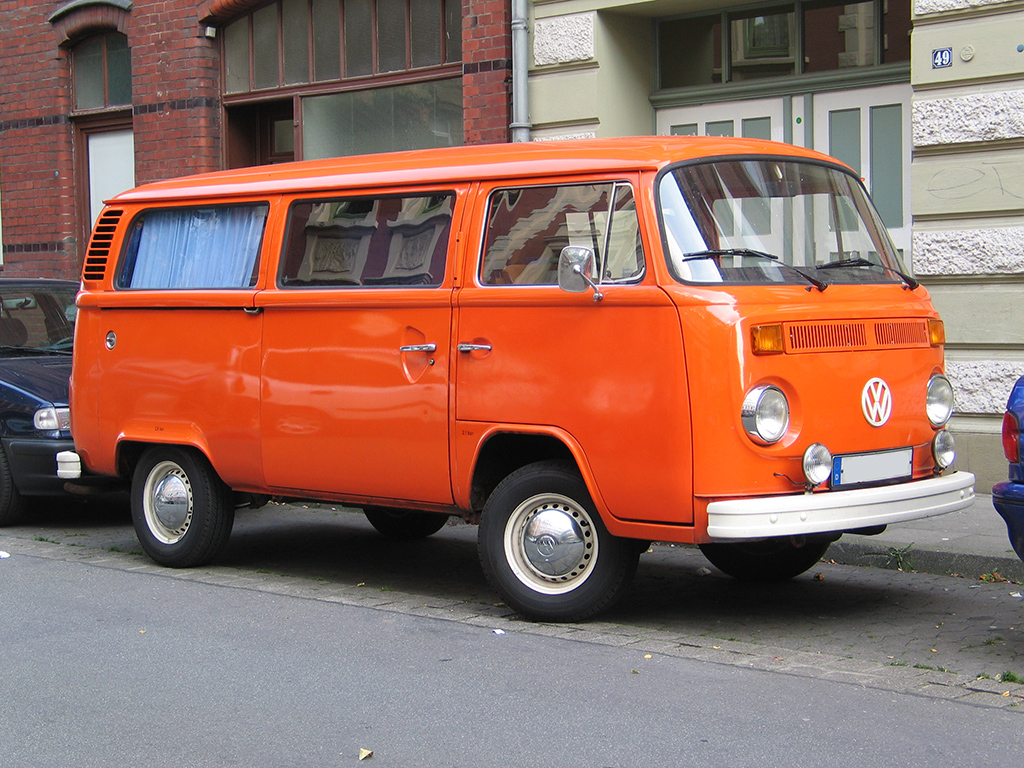
Volkswagen

Volkswagen Nyttofordon eller Volkswagen Nutzfahrzeuge (VWN), är Volkswagen AG:s bolag för tillverkning av nyttofordon.

## Historia
Volkswagen Nyttofordons historia går tillbaka till skapandet av Volkswagen Transporter som var Volkswagens andra modell efter Volkswagen Typ 1 ("Bubblan"). Den kom ut på marknaden 1950 och blev snabbt en framgång för företaget som budbil men fanns även i en bussversion. När produktionen inte längre fick plats i Wolfsburg flyttades Transporter-tillverkningen till Stöcken i Hannover. 1956 började man sammansättningen. 1958 följde motortillverkning. 1961 hade en miljon Transporter tillverkats. 
1975 kom en större modell i Volkswagen LT. Volkswagen Nyttofordon samarbetade med MAN Nutzfahrzeuge 1977-1993.
1981 började medeltunga lastbilar att tillverkas i Brasilien. Samma år lanserades Volkswagen Caddy.
1995 blev Volkswagen Nyttofordon ett eget märke inom koncernen.

## Produktionsorter
- Hannover, Werk Stöcken
- Hannover, Werk Limmer
- Poznań, Polen
- Resende, Brasilien